# Sathaphon Sophaku
Sathaphon Sophaku (* 16. Mai 1990 in Ubon Ratchathani, Thailand) ist ein liechtensteinischer Poolbillardspieler.

## Karriere
2010 wurde Sathaphon Sophaku Liechtensteinischer Meister im 14/1 endlos und im 9-Ball und kam in der Gesamtwertung hinter Patrick Pomberger auf den zweiten Platz. Ein Jahr später gewann er durch einen Finalsieg gegen Michael Biedermann die Liechtensteinische 10-Ball-Meisterschaft. 2012 gelang es ihm, den Titel im Finale gegen Biedermann zu verteidigen, sowie Dritter im 14/1 endlos und Zweiter in der Gesamtwertung zu werden. Bei der Liechtensteinischen Meisterschaft 2014 gewann Sophaku den 8-Ball-Wettbewerb und kam im 14/1 endlos sowie in der Gesamtwertung auf den dritten Platz. Bei den Landesmeisterschaften 2015 holte Sophaku Gold im 9-Ball sowie Silber im 14/1 endlos, im 10-Ball und in der Gesamtwertung.
Mit dem SBC Feldkirch spielt Sophaku in Österreich in der 1. Landesliga Vorarlberg.
Er ist seit 2015 Präsident seines Stammvereins PBC Magic 9 Triesen.